# Modrič, Laško
Modrič este o localitate din comuna Laško, Slovenia, cu o populație de 28 de locuitori.